# Chiesa della Madonna del Carmine (Massa di Maratea)
La chiesa della Madonna del Carmine è la chiesa principale di Massa di Maratea, frazione del comune in provincia di Potenza. Si trova nella piazzetta dedicata alla medaglia d'oro Biagio Lammoglia.

## Storia
Fu costruita per interessamento della  Società operaia di mutuo soccorso Fratellanza e Lavoro. La struttura di base fu edificata tra il 1926 e il 1927, ma per completare il tempio si rese necessario un appello agli emigrati in America per raccogliere altri fondi.
Fu consacrata con una cerimonia presieduta dal vescovo di Policastro Francesco Cammarota il 23 luglio 1931 con le prime comunioni di oltre cento bambini.

## Descrizione
La facciata, molto semplice, è dominata da un orologio, e sopra di esso si trovano tre piccole campane.
L'interno è ritmato da arcate che fungono da piccole cappelle laterali. Sul primo altare a sinistra si trovano una statuina di Cristo Redentore e un dipinto di Eugenio de Mazenod, sul secondo una statua di San Giovanni Bosco e sul terzo una statua del Sacro Cuore di Gesù. Sugli altari della parete destra si trovano, una statua di San Michele Arcangelo, un dipinto di San Biagio. Sopra l'altare, in marmo bianco, si trova la nicchia che contiene una statua della Madonna del Carmine, affiancata da un altro dipinto di San Biagio e da un dipinto di San Domenico.

## Curiosità
- Nella chiesa è stata girata una scena del film L'eroe di Cristiano Anania con Salvatore Esposito e Marta Gastini.